# Donji Nikšić
Donji Nikšić – wieś w Chorwacji, w żupanii karlowackiej, w mieście Slunj. W 2011 roku liczyła 204 mieszkańców.